# 메그 먼디

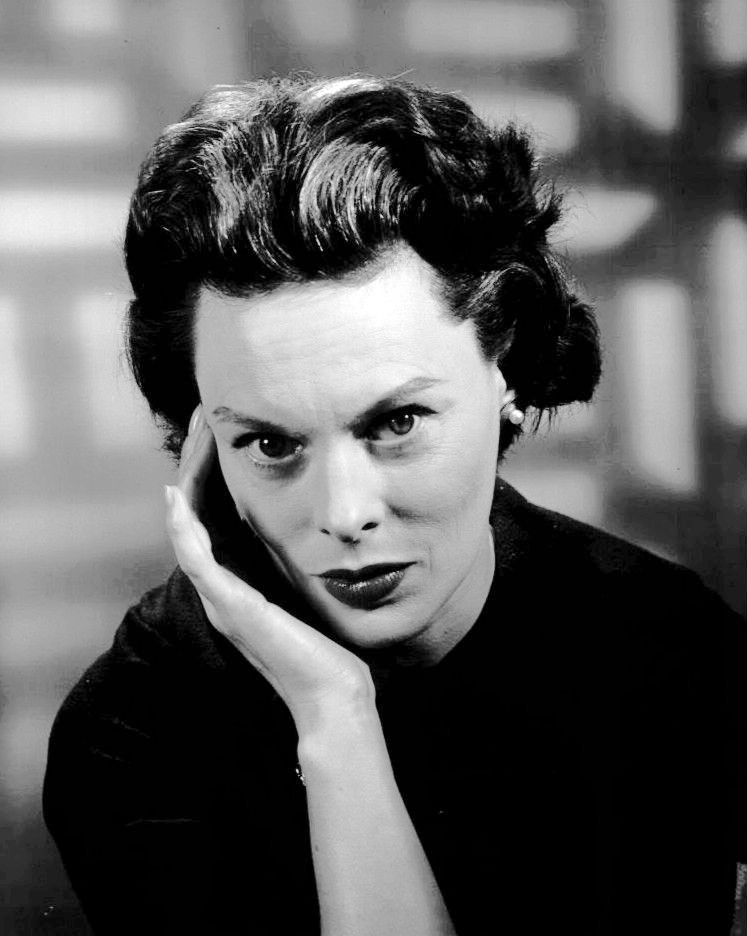

메그 먼디(Meg Mundy, 1915년 1월 4일 ~ 2016년 1월 12일)는 영국의 텔레비전 배우, 영화배우, 연극 배우이다.
런던에서 태어났으며 미국에서 사망하였다.

## 방송
- 올 마이 칠드런

## 영화
- 법과 질서 (1990년)
- 위험한 정사 (1987년) - 조엔 로저슨 역
- 위험한 연인 (1987년)
- 생존자 (1983년)
- 보통 사람들 (1980년)
- 러브 스토리 2 (1978년)
- 로라 마스의 눈 (1978년)
- 서스펜스 (1949년)
- 스튜디오 원 (1948년)